# 白楽駅

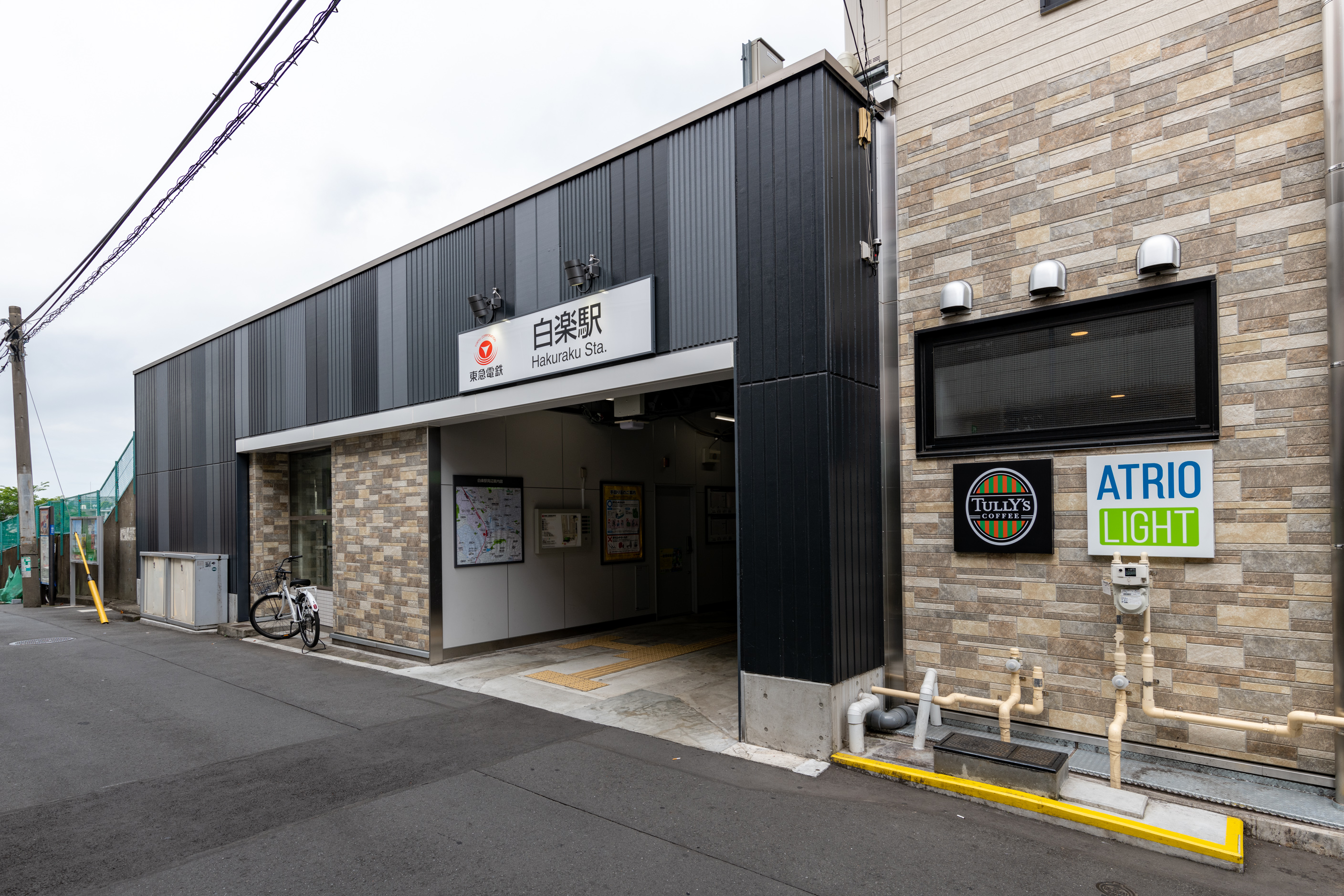
東口（2022年8月）

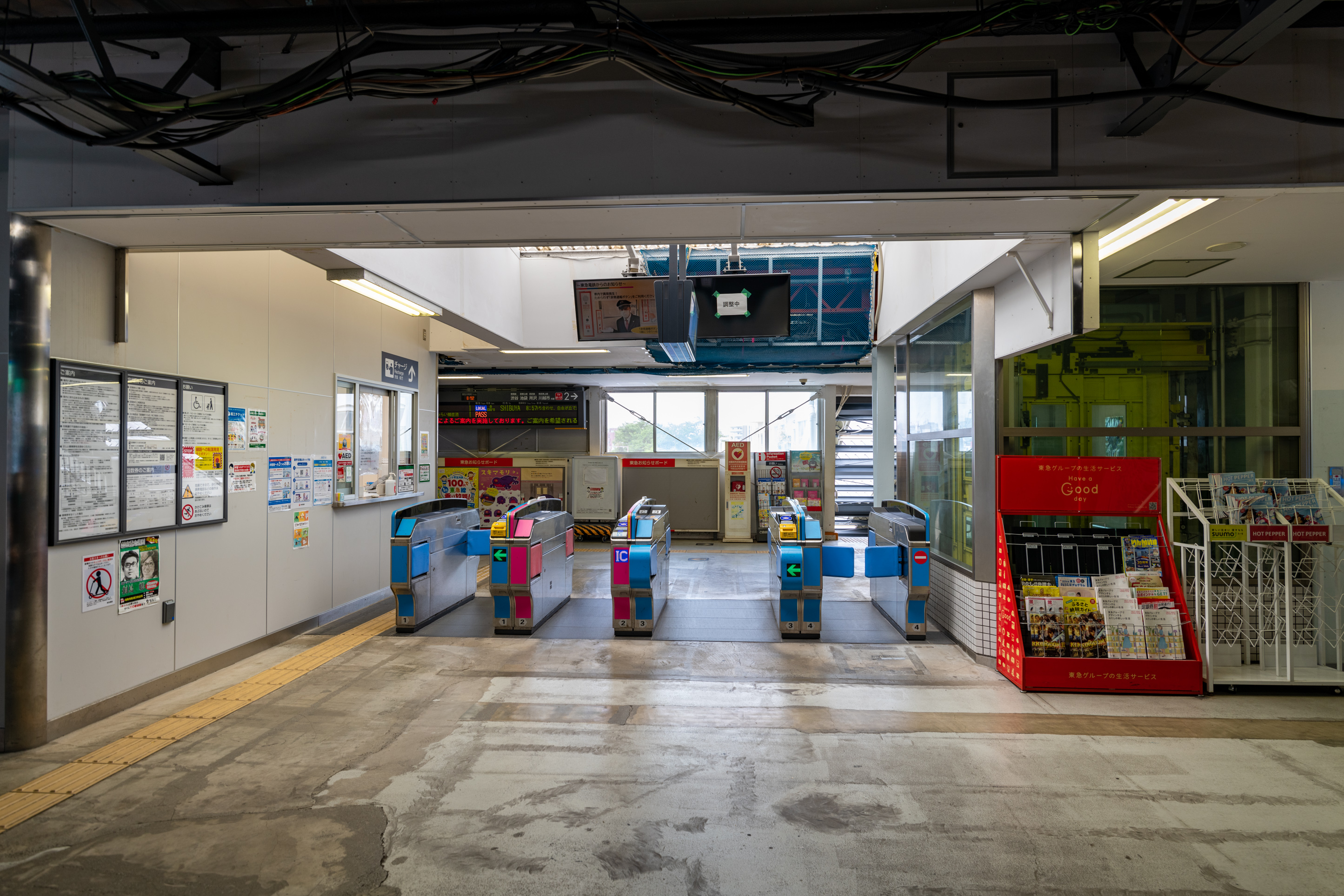
2F改札口（2022年8月）

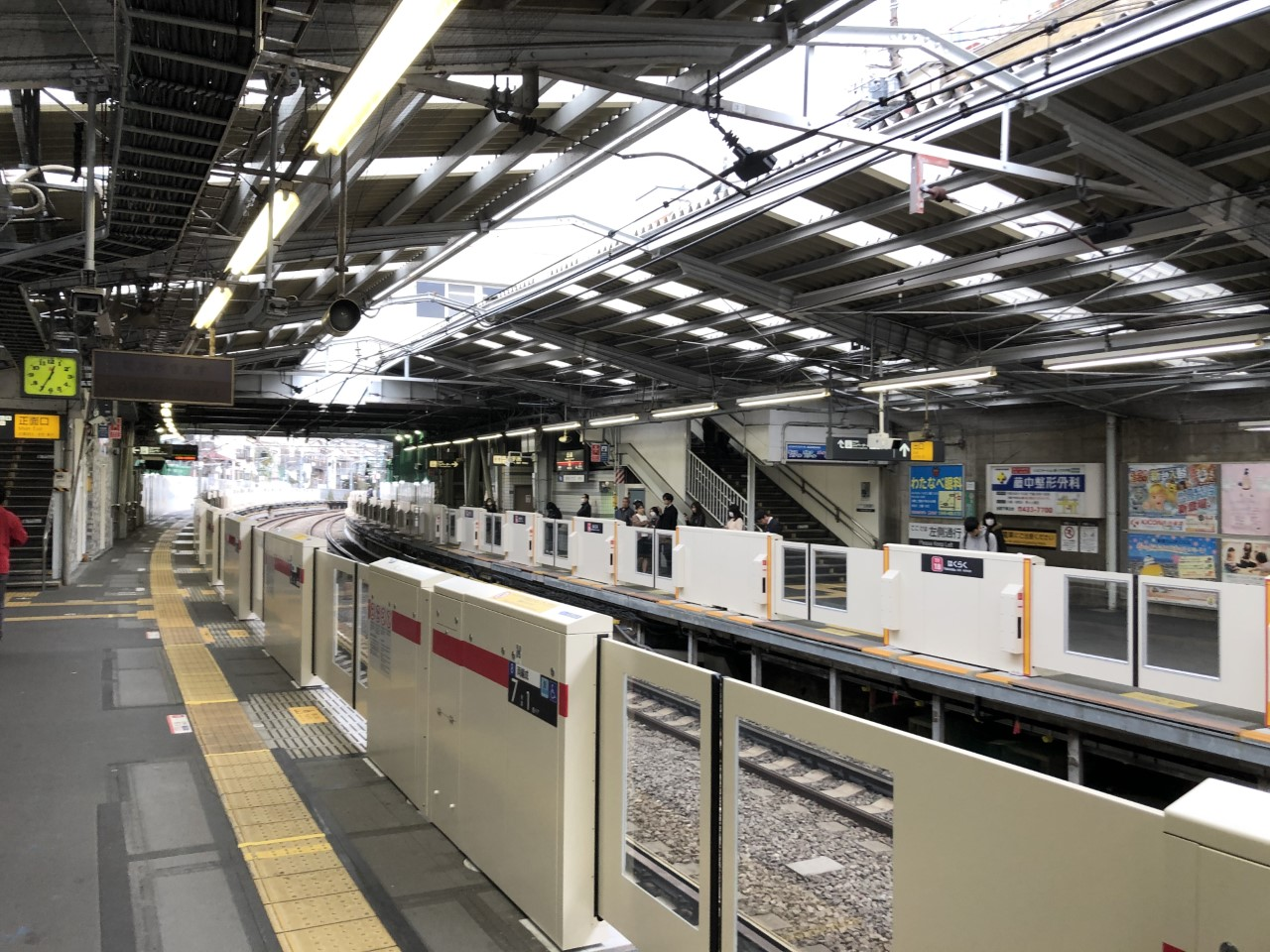
ホーム（2020年2月）

白楽駅（はくらくえき）は、神奈川県横浜市神奈川区白楽にある、東急電鉄東横線の駅である。駅番号はTY18。

## 歴史
- 1926年（大正15年）2月14日 - 開業[2]。
- 1933年（昭和8年）2月 - 島式ホーム（橋上駅）に改築[2]。
- 1959年（昭和34年）12月24日 - 相対式ホームに改築[2]。
- 2002年（平成14年） - 西口新設[3]。

### 駅名の由来
駅周辺は神奈川宿の伯楽（ばくろう。馬喰、博労とも書く。馬を治療したり仲買したりする人）が多く住んでいたため、伯楽が転じて白楽（はくらく）となったもの。馬喰に因む地名は日本各地に存在する。白楽天とは無関係。

## 駅構造
相対式ホーム2面2線の地上駅で、ホームは湾曲している。ホームの有効長は20m級車両8両分であるが、非常時に備え、20m級10両編成の電車が停車するよう、非常用ホームとして2両分渋谷寄りに延長している。延長部は柵で封鎖し、通常は元町・中華街寄り8両を使用する。橋上駅舎を有しており、両ホームは1階にあり、2階改札口へと上がる階段とエレベーター1基ずつが設置されている。ホームが湾曲しているため、上りホームには終日駅員による立ち番が行われる。
2002年には、渋谷方面のホームには六角橋方面へ出られる西口（画像参照）が設置された。このため、渋谷方面行を利用する客がわざわざ階段やエレベーターを使って一度2階改札口に上がり、その後再び下へ降りることなく、ダイレクトに改札内外を行き来することができるようになった。
トイレは上りホーム（2番線）にあり、多機能トイレも併設されている。

### のりば
| 番線 | 路線   | 方向 | 行先                         |
| ---- | ------ | ---- | ---------------------------- |
| 1    | 東横線 | 下り | 横浜・元町・中華街方面       |
| 2    | 東横線 | 上り | 渋谷・池袋・川越市・所沢方面 |

## 構内店舗
2017年から駅舎増築と改修工事が行われていたが、2021年の春に駅舎増築工事が完了し、東口改札を出た正面に、東急スポーツシステム株式会社が運営するフィットネスジム 「アトリオライト白楽」と東急電鉄、神奈川大学、タリーズコーヒーのコラボ店「TULLY'S COFFEE KU」が開業。
「TULLY'S COFFEE KU」開業にあたり神奈川大学は『本学学生と地域とのつながりを生み街の活性化を図る』というコンセプトを掲げており、地域社会に根差したコミュニティーカフェとなっている。コラボレーショングッズの販売も行われるほか、店内一角には、大学の研究発表や近隣商店街、自治会との連携イベントなども企画できるようになっている。
また、店舗外側に90インチの大型デジタルサイネージが設置されており、大学の情報をタイムリーに発信している。

## 利用状況
2024年度の1日平均乗降人員は41,502人である。菊名 - 横浜間の途中駅では最も利用者が多い。
近年の1日平均乗降・乗車人員推移は下記の通り。
| 年度               | 1日平均 乗降人員 | 1日平均 乗車人員 | 出典     |
| ------------------ | ---------------- | ---------------- | -------- |
| 1980年（昭和55年） |                  | 21,438           |          |
| 1981年（昭和56年） |                  | 21,575           |          |
| 1982年（昭和57年） |                  | 21,756           |          |
| 1983年（昭和58年） |                  | 21,773           |          |
| 1984年（昭和59年） |                  | 21,573           |          |
| 1985年（昭和60年） |                  | 20,759           |          |
| 1986年（昭和61年） |                  | 20,526           |          |
| 1987年（昭和62年） |                  | 20,464           |          |
| 1988年（昭和63年） |                  | 20,704           |          |
| 1989年（平成元年） |                  | 20,551           |          |
| 1990年（平成02年） |                  | 20,734           |          |
| 1991年（平成03年） |                  | 21,377           |          |
| 1992年（平成04年） |                  | 22,207           |          |
| 1993年（平成05年） |                  | 22,981           |          |
| 1994年（平成06年） |                  | 22,639           |          |
| 1995年（平成07年） |                  | 22,254           | [ * 1 ]  |
| 1996年（平成08年） |                  | 21,768           |          |
| 1997年（平成09年） |                  | 21,201           |          |
| 1998年（平成10年） |                  | 20,373           | [ * 2 ]  |
| 1999年（平成11年） |                  | 19,857           | [ * 3 ]  |
| 2000年（平成12年） |                  | 19,441           | [ * 3 ]  |
| 2001年（平成13年） |                  | 19,110           | [ * 4 ]  |
| 2002年（平成14年） | 38,237           | 19,071           | [ * 5 ]  |
| 2003年（平成15年） | 38,374           | 19,198           | [ * 6 ]  |
| 2004年（平成16年） | 37,865           | 19,154           | [ * 7 ]  |
| 2005年（平成17年） | 38,103           | 19,174           | [ * 8 ]  |
| 2006年（平成18年） | 38,853           | 19,553           | [ * 9 ]  |
| 2007年（平成19年） | 40,675           | 20,376           | [ * 10 ] |
| 2008年（平成20年） | 41,390           | 21,025           | [ * 11 ] |
| 2009年（平成21年） | 41,605           | 20,874           | [ * 12 ] |
| 2010年（平成22年） | 42,055           | 21,072           | [ * 13 ] |
| 2011年（平成23年） | 42,095           | 21,114           | [ * 14 ] |
| 2012年（平成24年） | 43,154           | 21,607           | [ * 15 ] |
| 2013年（平成25年） | 44,479           | 22,118           | [ * 16 ] |
| 2014年（平成26年） | 43,853           | 21,817           | [ * 17 ] |
| 2015年（平成27年） | 44,898           | 22,367           | [ * 18 ] |
| 2016年（平成28年） | 44,976           | 22,416           | [ * 19 ] |
| 2017年（平成29年） | 45,224           | 22,533           | [ * 20 ] |
| 2018年（平成30年） | 44,994           | 22,431           | [ * 21 ] |
| 2019年（令和元年） | 44,323           | 22,087           |          |
| 2020年（令和02年） | 25,787           |                  |          |
| 2021年（令和03年） | 31,636           |                  |          |
| 2022年（令和04年） | 36,184           |                  |          |
| 2023年（令和05年） | 39,922           |                  |          |
| 2024年（令和06年） | 41,502           |                  |          |

## 駅周辺

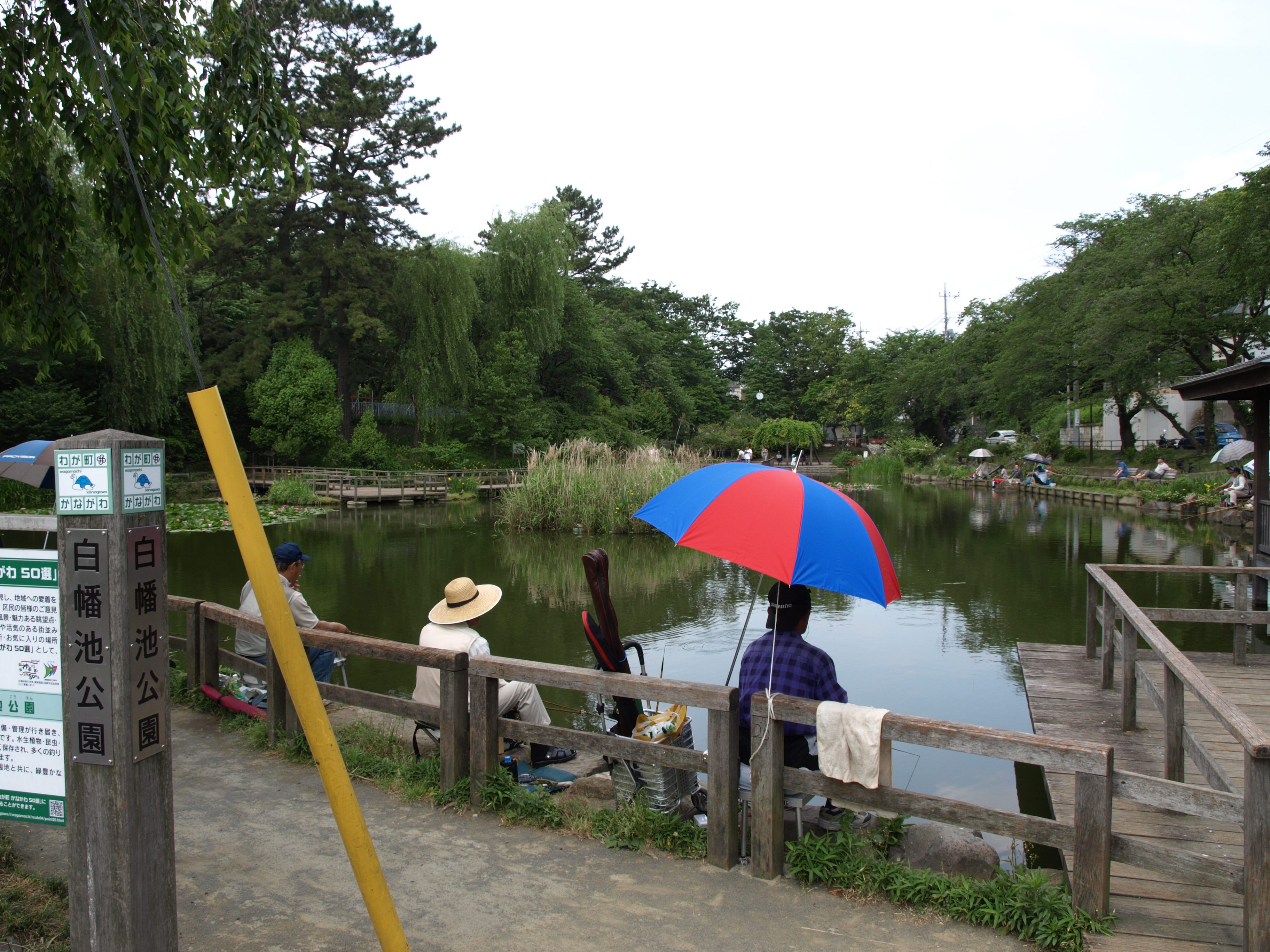
白幡池公園

- 神奈川大学横浜キャンパス[12]
- 白楽商店街
- 六角橋商店街[12]
- SKIP六角橋店
- 横浜六角橋郵便局
- ハックドラッグ六角橋店
- 神奈川県警察交通安全センター
- 清心女子高等学校[12]
- 篠原園地[12]（旧 神奈川県知事公舎）
- 白幡池公園[12]
- 篠原台青年の家
- 横浜篠原台郵便局
- 静岡銀行白楽支店
- 武相中学校・高等学校

## 急行停車計画
東急電鉄は1990年代の東横線ダイヤ改変時に、他の急行列車と同程度の利用があった白楽駅に急行を停める案を地元に打診したが、付近の六角橋商店街の反対により見送られた。

## バス路線
横浜上麻生線上にある六角橋停留所（当駅から徒歩5分程）または駅東側にある白楽停留所が最寄りとなる。いずれも横浜市営バスによって運行されている。
| 乗り場 | 系統           | 主要経由地                     | 行先           |
| ------ | -------------- | ------------------------------ | -------------- |
| 1      | 36・38・82・84 |                                | 東神奈川駅西口 |
| 1      | 36・38・39・82 | 東神奈川駅西口                 | 横浜駅西口     |
| 1      | 88             | 東神奈川駅西口                 | 市民病院       |
| 2      | 38             | 菊名橋・東高校前               | 鶴見駅西口     |
| 2      | 84             | 菊名橋・新子安駅西口           | 鶴見駅西口     |
| 2      | 39             | 岸根・小机駅前・鴨居駅前       | 緑車庫前       |
| 2      | 39             | 岸根・小机駅前・鴨居駅前       | 中山駅前       |
| 3      | 36             | 神大寺・片倉町駅前             |                |
| 3      | 36             | 神大寺・片倉町駅前             | 緑車庫前       |
| 3      | 36             | 神大寺・片倉町駅前             | 西菅田団地     |
| 3      | 36             | 神大寺・片倉町駅前・西菅田団地 | 緑車庫前       |
| 3      | 82             | 神大寺                         | 八反橋         |
| 3      | 82             | 神大寺                         | 神大寺入口     |
| 3      | 88             | 神大寺                         | 神大寺入口     |

### 白楽停留所
| 乗り場 | 系統 | 主要経由地             | 行先       |
| ------ | ---- | ---------------------- | ---------- |
| 1      | 31   | 白幡上町・白幡東町     | 大口駅     |
| 2      | 31   | 東神奈川駅西口・青木橋 | 横浜駅西口 |

※なお、経路変更以前は東急バス綱島駅行や、横浜市営バス31系統が白楽駅前まで乗り入れていた。また、NPO法人による乗合タクシーの計画もある。

## 隣の駅
東急電鉄
 東横線
■特急・□通勤特急・■急行
通過
■各駅停車
妙蓮寺駅 (TY17) - 白楽駅 (TY18) - 東白楽駅 (TY19)